# Solmarisidae
Famille
Solmarisidae est une famille de méduses hydrozoaires faisant partie des cnidaires.

## Liste des genres
Selon World Register of Marine Species (27 mars 2016), Solmarisidae comprend les genres suivants :
- genre Pegantha Haeckel, 1879
- genre Solmaris Haeckel, 1879